# Candida Royalle
Candida Royalle, geboren als Candice Vadala, (New York, 15 oktober 1950 – Mattituck (New York), 7 september 2015) was een Amerikaanse pornoactrice en -regisseuse. Met haar bedrijf Femme Productions was ze vanaf 1984 een van de pioniers van de feministische pornografie.

## Jeugd en opleiding
Royalle werd op 15 oktober 1950 geboren als Candice Marion Vadala in New York. Aanvankelijk werd ze in New York opgeleid in muziek, dans en kunst, waarna ze studeerde aan de High School of Art and Design, de Parsons School of Design en de City University of New York.

## Carrière
Nadat ze van de Parsons School of Design was afgestudeerd, begon ze op te treden met de avant-garde theatergroep The Cockettes en speelde in 1975 de dochter van Divine in het toneelstuk The Heartbreak of Psoriasis.
Royalle begon haar pornocarrière in 1975 als performer (actrice). Ze verscheen in ongeveer 25 films en beëindigde haar carrière als pornoactrice in 1980 met Blue Magic, een film die ze ook zelf geschreven had.
Royalle stopte als performer omdat ze net was getrouwd met Per Sjöstedt en het voor haar niet meer prettig voelde om seks te hebben met andere mannen.:71 Bovendien had ze in toenemende mate het idee dat haar sterk feministische opvattingen niet strookten met de androcentrische doelstellingen en werkwijze van de traditionele porno-industrie waarin ze had gewerkt. Er werd namelijk vrijwel geen aandacht besteed aan het vrouwelijk perspectief en men deed geen poging om vrouwelijke kijkers te behagen.:72–74 Rond 1983 bracht de steeds bredere beschikbaarheid van kabeltelevisie en videocassetterecorders (VCR) Royalle zowel een motief als een gelegenheid om haar eigen 'feministische' pornografie te produceren, gericht op vrouwen en koppels die een ander soort porno wilden bekijken met de privacy die ze thuis hadden (voor die tijd kon men pornofilms bijna uitsluitend bekijken in seksbioscopen).:74–75
Begin 1984 richtte Royalle samen met Lauren Neimi Femme Productions op.:75 Hun doel was het maken van erotiek gebaseerd op vrouwelijk verlangen en pornofilms die bedoeld waren om koppeltherapie te ondersteunen. Films van Femme Productions waren meer bericht op vrouwen en stellen dan op mannen (de standaard doelgroep voor porno) en werden door therapeuten geprezen om hoe de films gezonde en realistische seksuele handelingen lieten zien.
Royalle heeft verklaard dat ze probeerde "misogyne voorspelbaarheid" en de verbeelding van seks op "een zo'n grotesk en expliciet mogelijke [manier]" te vermijden. Ze bekritiseerde ook de wijze waarop mannen centraal werden gesteld in een doorsnee pornofilm, waarin scènes altijd eindigen met het ejaculeren van de man. Royalles films werken niet "doelgericht" naar een "cumshot" als slot; in plaats daarvan verbeelden haar films seksuele handelingen binnen de bredere context van het emotionele en sociale leven van vrouwen. In 1989 tekende ze het Post Porn Modernist Manifesto.
In totaal maakte Royalle meer dan 70 films. Ze werd opgenomen in de AVN Hall of Fame en XRCO Hall of Fame. Ze schreef columns en het boek How to Tell a Naked Man What to Do (2004).

## Affiliaties
Royalle was lid van de American Association of Sexuality Educators, Counselors and Therapists (AASECT) en medeoprichter en bestuurslid van Feminists for Free Expression.

## Persoonlijk leven
In de jaren 1980 was Royalle getrouwd met de producent Per Sjöstedt; ze gingen in 1988 uit elkaar.:78 In mei 2006 kondigde ze aan dat ze verloofd was.
Op 7 september 2015 overleed Royalle op 64-jarige leeftijd aan eierstokkanker.

## Filmografie
Tijdens haar acteercarrière (1975–1980) speelde Royalle in 25 traditionele androcentrische pornofilms, waaronder Ball Game (1980) door Ann Perry, Hot & Saucy Pizza Girls, Hot Racquettes, Delicious, Fascination door Chuck Vincent en tot slot Blue Magic (1980), die Royalle ook had geschreven en was geproduceerd door haar kersverse echtgenoot Per Sjöstedt.:71
Vanaf 1984 tot 2013 heeft Royalle met Femme Productions 28 films (mede) geschreven of geregisseerd, inclusief de volgende::77–78
- Femme (1984)
- Urban Heat (1984)
- Three Daughters (1986)
- Christine's Secret (1986)
- A Taste of Ambrosia (1987)
- Rites of Passion (1987)
- Sensual Escape (1988)
- Revelations (1993)
- My Surrender (1996)
- The Gift (1997)
- The Bridal Shower (1997)
- One Size Fits All (1998)
- Eyes of Desire (1998)
- Eyes of Desire 2 (1999)
- AfroDite Superstar (2006)
- Under the Covers (2007)

- Bibliothèque nationale de France: cb13985059n (data)
- Gemeinsame Normdatei: 106769594X
- International Standard Name Identifier: 0000 0000 3648 903X
- Library of Congress Control Number: n2004102477
- Virtual International Authority File: 125149294383880522577